# سوبريمونت
بلدية سوبريمونت (بالكاتالانية: Sobremunt) هي إحدى بلديات مقاطعة برشلونة، والتي تقع في منطقة كاتالونيا، شرق إسبانيا.
يبلغ عدد سكانها 98 نسمة وفقاً لإحصائية سنة (2007).